# Бранстед, Терри
Терри Эдвард Бранстед (англ. Terry Edward Branstad, 17 ноября 1946, Леленд, Айова, США) — американский политический и государственный деятель, дипломат, представляющий Республиканскую партию, посол США в Китае. До назначения на эту должность был губернатором штата Айова (2011—2017), также занимал этот пост в 1983—1999 годах, став самым молодым губернатором Айовы. Является рекордсменом по времени пребывания в должности среди губернаторов штатов в истории США.

## Биография
Терри Бранстед родился в норвежско-американской лютеранской семье в Леленде, штат Айова. В 1969 году окончил Айовский университет со степенью бакалавра, после чего вступил в армию США, где прослужил 2 года и за отличную службу был награждён Похвальной медалью. Вернувшись из армии он продолжил учёбу в юридической школе Университета Дрейка.
Его политическая карьера началась в Палате представителей Айовы, где с 1973 по 1979 год он занимал пост представителя, пока не стал 41-м вице-губернатором Айовы, пробыв в этой должности вплоть до назначения на пост губернатора.
Терри Бранстед избран губернатором в возрасте 36 лет, таким образом он стал самым молодым губернатором в истории Айовы, а после окончания срока полномочий, ещё и дольше всех пребывавших на этом посту.
В период губернаторства Бранстеда уровень безработицы в штате снизился с 8,5 % в 1983 году до рекордно низкого уровня в 2,5 %, зафиксированным на момент окончания полномочий в 1999 году. Одним из первых его решений стало наложение вето на законопроект, позволяющий проводить государственные лотереи. В 1983 году дефицит бюджета штата составлял 90 млн долларов и потребовалось несколько лет, чтобы его сбалансировать. Как утверждал Бранстед, ему не оказывалась достаточная поддержка для принятия важных законопроектов по реформированию бюджета вплоть до 1992 года. К 1999 году бюджет штата Айова имел беспрецедентный профицит в размере 900 млн долларов.
В августе 2003 года Бранстед принял предложение Де-Мойнского университета, стать его президентом. 16 октября 2009 года он объявил о своём уходе, чтобы баллотироваться в очередной раз на пост губернатора штата. В том же месяце он подал документы для участия в выборах 2010 года. По данным опросов, проведённых в сентябре изданием Des Moines Register его поддерживали около 70 % избирателей.
8 июня 2010 года он избран кандидатом от республиканцев на пост губернатора на ноябрьских выборах.
На всеобщих выборах в ноябре 2010 года ему противостоял демократ Чет Калвер, набравший 43,1 % голосов, тогда как Бранстед получил 52,9 % голосов избирателей.
8 декабря 2016 года Бранстед принял предложение избранного президента США Дональда Трампа стать послом США в Китае. 22 мая 2017 года Сенат США утвердил Бранстеда в должности 82 голосами против 13.
Масон, 32° ДПШУ, член консистории 32° Верховного совета ДПШУ.